# Februarie 2021
Acest articol este generat integral pe baza informațiilor din articolul 2021 și este actualizat periodic de un robot.
 Editările făcute în articol vor fi șterse la următoarea actualizare! Dacă doriți să faceți modificări, editați articolul-sursă.

ianuarie -
februarie -
martie -
aprilie -
mai -
iunie -
iulie -
august -
septembrie -
octombrie -
noiembrie -
decembrie
Februarie 2021 a fost a doua lună a anului și a început într-o zi de luni.

## Evenimente

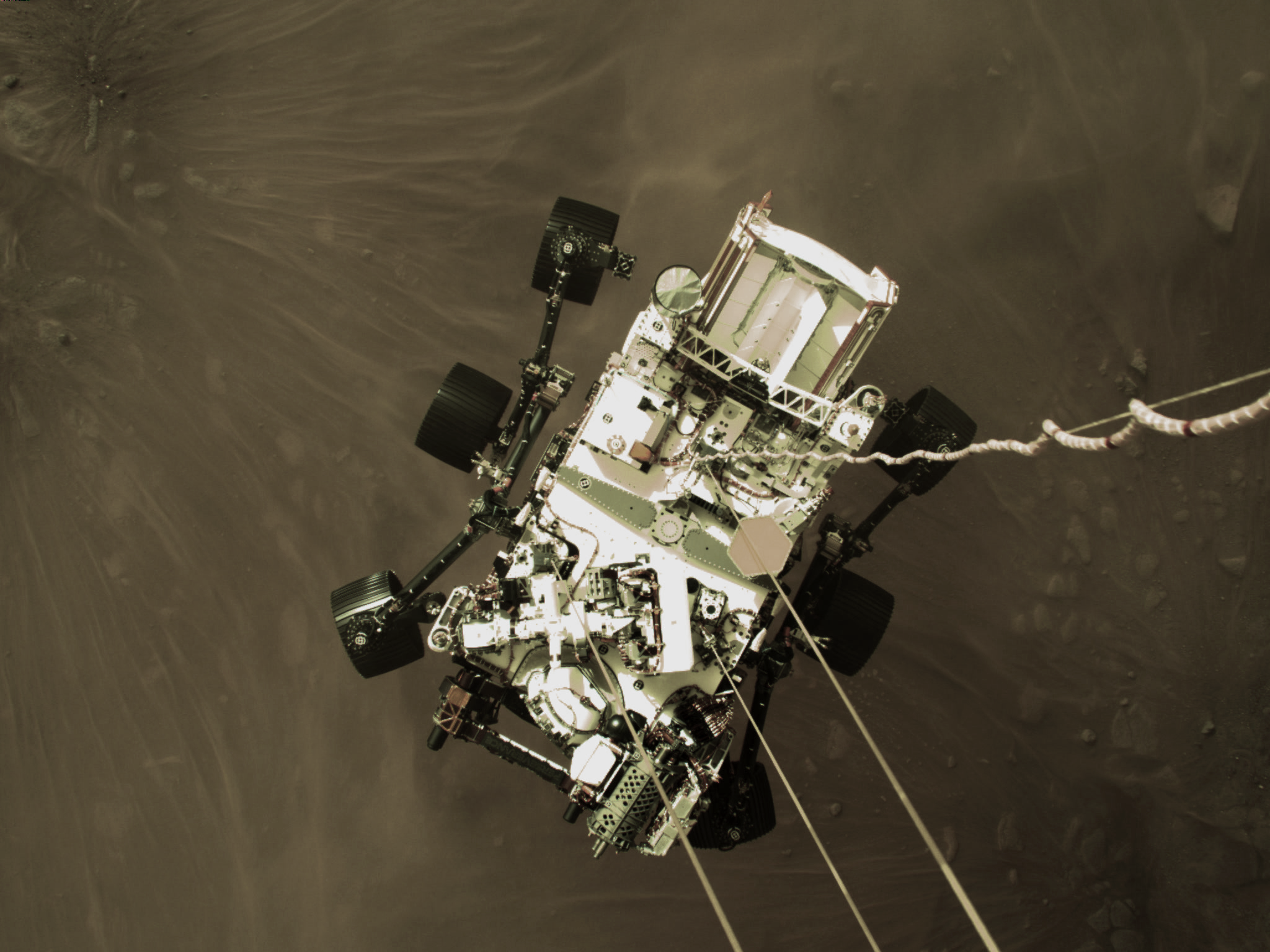
18 februarie: Roverul Perseverance cu câteva secunde înainte de aterizare pe Marte văzut de pe sistemul skycrane

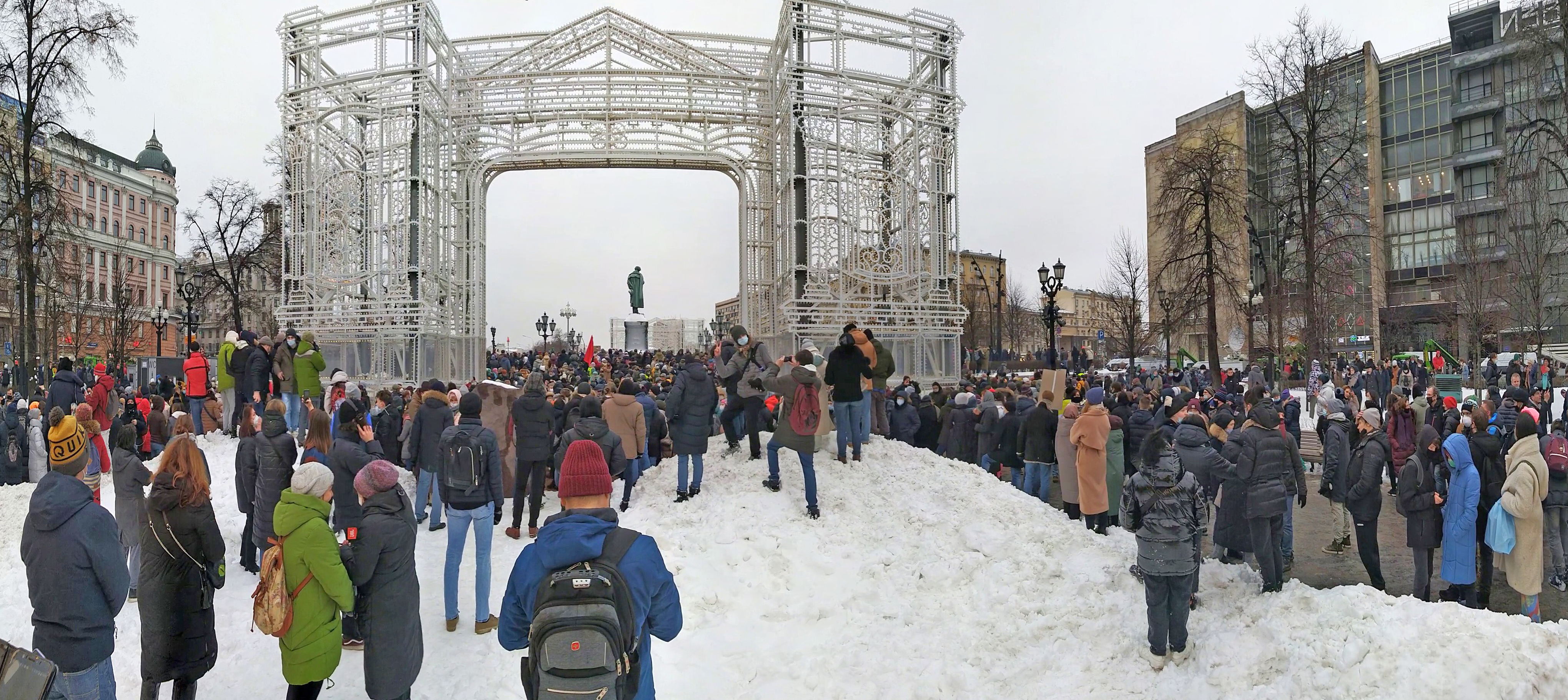
Susținătorii lui Aleksei Navalnîi au organizat proteste anti-Putin pe întreg teritoriul Rusiei

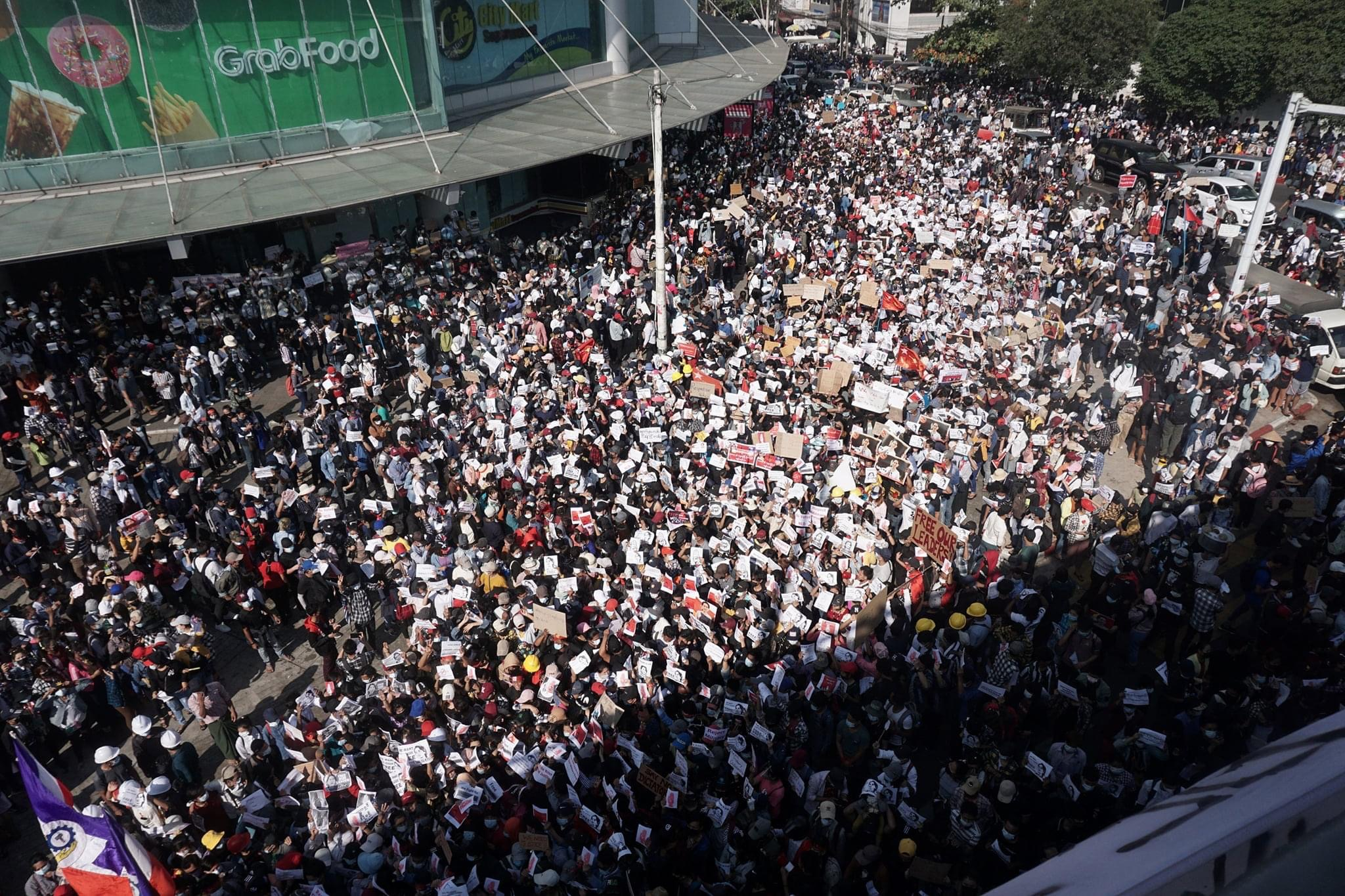
9 februarie: În Myanmar au loc protese împotriva loviturii militare de stat din 1 februarie.

- 1 februarie: Armata din Myanmar a preluat puterea printr-o lovitură de stat; șefa guvernului, laureata premiului Nobel Aung San Suu Kyi, președintele țării și alți oficiali și politicieni au fost arestați.
- 2 februarie: Opozantul rus Aleksei Navalnîi a fost condamnat la trei ani și șase luni de închisoare, de către un tribunal din Moscova.[1]
- 8 februarie: În Myanmar au loc proteste pentru a treia zi la rând împotriva loviturii de stat din 1 februarie. În capitala Naypyidaw forțele de ordine au folosit pentru prima dată tunuri de apă. Junta militară declară legea marțială în al doilea oraș ca mărime din țară Mandalay, pe fondul protestelor împotriva loviturii de stat.[2][3]
- 9 februarie: Sonda spațială Hope, lansată de agenția spațială UAESA, din Emiratele Arabe Unite, a intrat cu succes pe orbita planetei Marte.[4]
- 10 februarie: Sonda chineză Tianwen-1, a ajuns cu succes pe orbita planetei Marte, după ce a fost lansată la bordul navei spațiale Wenchang, pe 23 iulie 2020, de CNSA.[5] Pentru următoarele 2 luni, sonda spațială va studia locul țintă de pe o orbită de recunoaștere, apoi, în mai sau iunie 2021, aterizarea este planificată să înceapă cu eliberarea capsulei. Este proiectat să facă o intrare atmosferică urmată de o fază de coborâre sub parașută, după care sonda de aterizare își va folosi propulsia pentru a ateriza lin pe Marte. Dacă totul merge conform planului, sonda de aterizare va implementa rover-ul conceput pentru a explora suprafața timp de 90 de zile marțiene.
- 13 februarie: Senatul Statelor Unite ale Americii votează achitarea fostului președinte Donald Trump pentru a doua oară, când votul de 57-43 în favoarea condamnării nu atinge majoritatea necesară de două treimi. Șapte republicani se alătură democraților în votul pentru condamnare, devenind astfel cel mai apropiat vot de la procesul de punere sub acuzare a lui Andrew Johnson din 1868.[6]
- 17 februarie: Peste 100 de mineri din Valea Jiului au refuzat să iasă din subteran la finalul programului de lucru. Ei fiind nemulțumiți că salariile vor fi plătite cu întârziere, deoarece CEH a rămas fără o parte din venituri de la 1 ianuarie 2021, după ce a pierdut 7 milioane de lei lunar, reprezentând sumele de bani provenite din serviciile de sistem și din ajutorul de stat pentru Mina Lonea. Cu aceste sume se puteau asigura circa jumătate din banii de salarii, potrivit administratorului special, Cristian Roșu.[7]
- 18 februarie: Două jurnaliste ale unui post TV din Polonia, au fost condamnate la 2 ani de închisoare, pentru că au filmat live protestele de anul trecut, din Belarus, împotriva președintelui Aleksandr Lukașenko.[8]
- 18 februarie: Misiunea NASA Mars 2020, care conține roverul Perseverance și drona elicopter Ingenuity, a aterizat pe planeta Marte la craterul Jezero, după șapte luni de călătorie.[9] Mars 2020 este o misiune de explorare cu un rover dezvoltat de Jet Propulsion Laboratory și are ca obiectiv studierea locuibilității planetei Marte și pregătirea pentru viitoarele misiuni umane.[10]
- 18 februarie: Episcopul Porfirije Perić devine cel de-al 46-lea patriarh al Serbiei. Este succesorul patriarhului Irineu, care a murit în noiembrie 2020, la vârsta de 90 de ani, în urma infecției cu COVID-19.
- 20 februarie: Pandemia de COVID-19 – Numărul vaccinărilor administrate la nivel mondial depășește 200 de milioane.[11]
- 25 februarie: Pandemia de COVID-19 – Numărul global de decese din cauza COVID-19 depășește 2,5 milioane.[12]

## Nașteri
August Brooksbank, fiu al Prințesei Eugenie de York, strănepot al Reginei Elisabeta a II-a a Regatului Unit

## Decese
- 2 februarie: Mitrofan Cioban, 79 ani, topolog și specialist în domeniul topologiei și matematicii, membru titular al Academia de Științe a Moldovei (n. 1942)
- 2 februarie: Thomas Moore, 100 ani, ofițer britanic (n. 1920)
- 4 februarie: Paolo Bartolozzi, 63 ani, politician italian, membru al Parlamentului European (1999–2004), (n. 1957)
- 5 februarie: Christopher Plummer (Arthur Christopher Orme Plummer), 91 ani, actor canadian de film, teatru și televiziune, laureat al Premiului Oscar (2012), (n. 1929)
- 6 februarie: Zamfir Dumitrescu, 74 ani, pictor și politician român, membru al Parlamentului României (2004–2008), (n. 1946)
- 6 februarie: Ioan Dzițac, 67 ani, profesor român de matematică și informatică (n. 1953)
- 6 februarie: George Pratt Shultz, 100 ani, politician american, Secretar de Stat al Statelor Unite (1982–1989), (n. 1920)
- 7 februarie: Joseph Hillis Miller, 92 ani, critic literar american (n. 1928)
- 8 februarie: Petru P. Caraman, 90 ani, matematician și politician român (n. 1930)
- 8 februarie: Jean-Claude Carrière, 89 ani, actor și scenarist francez (n. 1931)
- 8 februarie: Shlomo Hillel, 97 ani, politician social-democrat, diplomat și activist israelian, președinte al Knessetului (1984–1988), (n. 1923)
- 8 februarie: Cyril Mango, 92 ani, istoric britanic specializat în studiul artei și arhitecturii bizantine (n. 1928)
- 8 februarie: Edita Maria Simon, 83 ani, conferențiar universitar și solistă română (n. 1937)
- 9 februarie: Chick Corea (Armando Anthony Corea), 79 ani, muzician american (n. 1941)
- 9 februarie: Valeria Gagealov, 89 ani, actriță română (n. 1931)
- 9 februarie: Franco Marini, 87 ani, politician italian, membru al Parlamentului European (1999–2004), (n. 1933)
- 10 februarie: Dan Dascălu, 78 ani,  inginer român (n. 1942)
- 10 februarie: Larry Flynt, 78 ani, editor și publicist american (n. 1942)
- 11 februarie: Isadore Singer, 96 ani,  matematician american,  câștigător al Premiului Abel în 2004 (n. 1924)
- 13 februarie: Louis Clark, 73 ani, aranjor muzical și claviaturist britanic (n. 1947)
- 14 februarie: Carlos Menem (Carlos Saúl Menem Akil), 90 ani, avocat și politician argentinian, președinte al Argentinei (1989–1999), (n. 1930)
- 14 februarie: Ion Mihai Pacepa, 92 ani, general în cadrul DSS și jurnalist român, șef adjunct al Departamentului de Informații Externe (spionaj) a României comuniste și consilier personal al lui Nicolae Ceaușescu (n. 1928)
- 15 februarie: Luca Novac, 79 ani, taragotist și instrumentist român (n. 1941)
- 15 februarie: Ștefan Tudor, 77 ani, canotor român (n. 1943)
- 16 februarie: Ludmila Alioșina, 90 ani, solistă de operă (mezzo-soprană) din Republica Moldova (n. 1930)
- 16 februarie: Bernard Lown, 99 ani, inventator evreu-american (n. 1921)
- 17 februarie: Ulrike Blome, 76 ani, actriță germană (n. 1944)
- 17 februarie: Rush Limbaugh, 70 ani, comentator conservator, autor și gazda unor emisiuni radio⁠ și televiziune, american (n. 1951)
- 18 februarie: Iehoșua Saghi, 87 ani, general-maior israelian, director al Direcției de Informații Militare al Armatei Israelului, membru al Knessetului (1988–1992), (n. 1933)
- 19 februarie: Ion N. Petrovici, 91 ani, medic neurolog, profesor universitar de Neurologie și Psihiatrie la Universitatea din Köln (n. 1929)
- 23 februarie: Vojkan Borisavljević, 73 ani, compozitor și dirijor sârb (n. 1947)
- 23 februarie: Sergiu Natra, 96 ani, compozitor israelian de muzică cultă, evreu originar din România (n. 1924)
- 24 februarie: Wolfgang Boettcher, 86 ani, violoncelist clasic și profesor universitar german (n. 1935)
- 25 februarie: Andrei Gherman, 79 ani, medic din Republica Moldova, Ministru al Sănătății (2001–2005), (n. 1941)
- 25 februarie: Marian Traian Gomoiu, 85 ani, biolog și oceanograf român (n. 1936)
- 25 februarie: Andrei Palii, 80 ani, agronom din Republica Moldova, specialist în genetică, membru corespondent al Academiei de Științe a Moldovei (n. 1940)